# Молодечно (станція)
Молоде́чно — головна позакласна вантажно-пасажирська залізнична станція в однойменному місті Мінської області. Підпорядковується Мінському відділенню Білоруської залізниці.

## Історія
Постійний рух поїздів на ділянці Мінськ — Науйої-Вільня у складі Ландваро-Роменської залізниці було відкрито 1873 року.
1906 року у місті будується новий вокзал, який мав забезпечити зручне користування на той час вже вузлової станції.
Після німецько-радянської війни вокзал було відбудовано вже 1947 року.

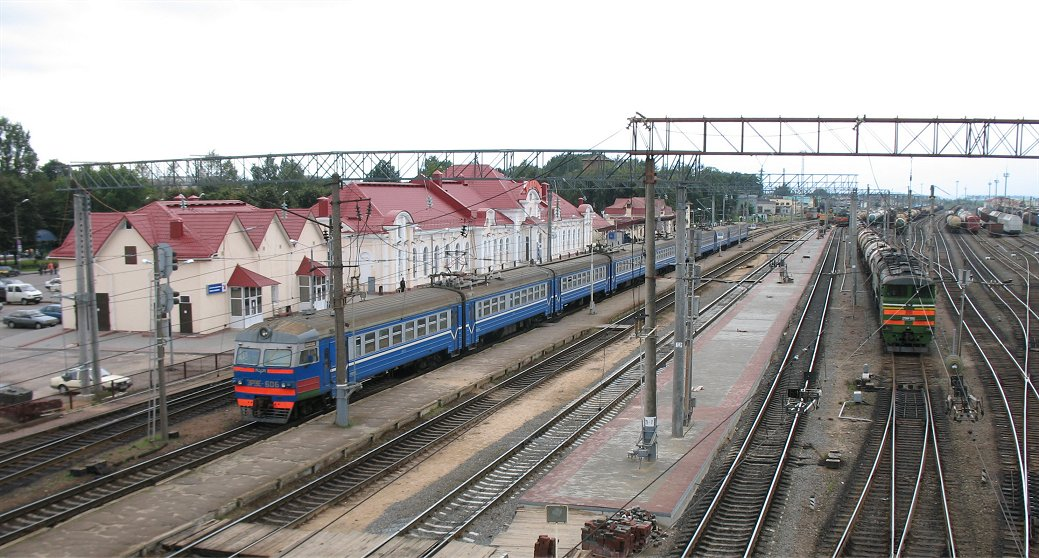
Панорама станції Молодечно

1998 року на станції було відкрито касу для продажу квитків на міжнародні напрямки, у 2011 році — споруджено пішохідний міст над коліями.
У 2022 році припадають пам'ятні дати такі, як 150-річчя із моменту, як через станцію Молодечно пройшов перший поїзд та 115 років (з 1907 року) з моменту введення в експлуатацію залізниці на дільницях Молодечно — Ліда та Молодечно — Крулевщизна.